# Divine Heresy
I Divine Heresy sono un gruppo death metal statunitense, creato dall'attuale chitarrista dei Fear Factory e degli Asesino, nonché ex chitarrista dei Brujeria, Dino Cazares.

## Storia
La Band è stata formata nel 2006 da Dino Cazares che, dopo una lunga ricerca, recluta alla batteria Tim Yeung, noto per aver militato nei Vital Remains e negli Hate Eternal.
Dopo otto mesi trascorsi tra stesure dei testi e prove, Cazares sceglie Tommy "Cummings" Vext come cantante della band. Il cantante, nativo di Brooklyn, NY ha alle spalle un'esperienza con la band da cui deriva il suo pseudonimo, i Vext.
Di lì a poco, tra febbraio e maggio 2007, i tre iniziano la registrazione del loro primo album Bleed the Fifth, dove Dino Cazares incide le linee di basso oltre che, ovviamente, di chitarra.
Completata la fase di registrazione, Cazares annuncia che il gruppo ha firmato con un accordo con la Century Media Records per quanto riguarda il North America, e un contratto con la Roadrunner Records per la diffusione estera del materiale.
Recentemente, Cazares ha reclutato l'ex bassista dei Nile Joe Payne per i tour e le future registrazioni.
Il cantante Tommy Vext è stato cacciato dal gruppo il 26 aprile 2008 dopo una lite sul palco con il chitarrista Dino Cazares.
Il 28 luglio 2009 esce il loro secondo album intitolato Bringer of Plagues.

## Formazione

### Ultima
- Dino Cazares – chitarra (2005-2015), basso (2005-2007)

### Ex componenti
- Jose Maldanado - voce (2005)
- Tommy Vext – voce (2006-2008)
- Travis Neal - voce (2008-2013)
- Joe Payne – basso (2007-2011)
- John Sankey – batteria (2005)
- Tim Yeung – batteria (2006-2012)

### Membri live
- Jake Veredika - voce (2008)
- Risha Eryavec - basso (2006-2007)

### Membri di sessione
- Logan Mader – chitarra (2007)
- Marc Rizzo – chitarra (2007)
- Tony Campos - basso (2007)
- Nicholas Barker – batteria (2007)
- Jonathon Merkel - tastiera, orchestrazione (2009)
- Rhys Fulber - tastiera (2009)

## Discografia
- 2007 - Bleed the Fifth
- 2009 - Bringer of Plagues